# Iburi (subprefectuur)

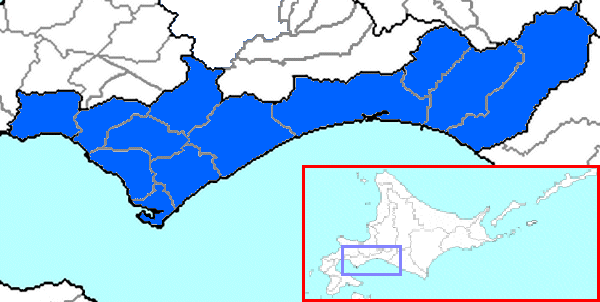
Kaart van de subprefectuur Iburi.

 Iburi (Japans: 胆振支庁,  Iburi-shichō) is een subprefectuur van de prefectuur Hokkaido, Japan. Iburi heeft een oppervlakte van 3697 km² en een bevolking van ongeveer 426.639 inwoners (2005). De hoofdstad is Muroran.

## Geschiedenis
De subprefectuur werd opgericht in 1897 als de subprefectuur Muroran (室蘭支庁, Muroran-shichō). In 1922 werd de subprefectuur hernoemd naar haar huidige naam.

## Geografie
Iburi wordt begrensd door de subprefecturen Shiribeshi, Ishikari, Sorachi, Kamikawa en Hidaka.
De administratieve onderverdeling is als volgt:

### Zelfstandige steden (市) shi
Er zijn 4 steden in de suprefectuur Iburi:
- Date
- Muroran (hoofdstad)
- Noboribetsu
- Tomakomai

### Gemeenten (郡 gun)
De gemeenten van Iburi, ingedeeld naar district:
| District | Gemeenten               |
| -------- | ----------------------- |
| Abuta    | Toyoura - Tōyako        |
| Usu      | Sōbetsu                 |
| Shiraoi  | Shiraoi                 |
| Yūfutsu  | Abira - Atsuma - Mukawa |

### Fusies
(Situatie op 19 mei 2008) 
Zie ook: Gemeentelijke herindeling in Japan
- Op 1 maart 2006 werd de gemeente Ōtaki van het district Usu aangehecht bij de stad Date.
- Op 27 maart 2006 smolten de gemeenten Hayakita en Oiwake van het district Yūfutsu samen tot de nieuwe gemeente Abira.
- Op 27 maart 2006 werd de gemeente Hobetsu aangehecht bij de gemeente Mukawa van het district Yūfutsu.
- Op 27 maart 2006 smolten de gemeenten Abuta en Tōya van het district Abuta samen tot de nieuwe gemeente Tōyako.